# Villa San Carlo (Costabissara)
Villa San Carlo è un complesso residenziale, ora adibito a casa spirituale, presente nel comune di Costabissara, nella provincia di Vicenza.
La villa, sita sul pianoro di San Pietro fu di proprietà dei Conti Bissari, feudatari dell'odierno comune dal 1285 al 1859 circa, ed è ora sede dell'Opera diocesana degli esercizi spirituali, eretta l'11 ottobre 1963 dal vescovo Zinato come ente morale e riconosciuta l'8 novembre 1965 dal presidente Giuseppe Saragat come ente con personalità giuridica per fini morali, educativi, sociali e culturali.
Presenta un parco di circa 60.000 m2 (con un cedro del Libano che ha più di 400 anni) e una cinta muraria lunga circa 2 km.

## Storia

### Il periodo nobiliare e il declino
(Lapide murata nel prospetto)
Le origini della villa, sorta sotto il periodo della famiglia Bissari, non sono note, ma il prospetto principale dell'odierno complesso deriva dalla struttura presente dal XVIII secolo.
Dopo la morte nel 1859 dell'ultimo esponente maschio, Girolamo Enrico Sforza, la villa passa nelle mani del nipote Cesare Biego che nel 1890 la venderà ad Elisa Conte Dalle Ore di Schio, che la userà solo nel periodo estivo.
Nel 1916, quando Costabissara diventa zona di seconda linea, la villa viene adibita e comando italiano di brigata prima e di divisione poi.
Durante la seconda guerra mondiale le truppe tedesche usarono il piano terra della villa come rifugio.

#### I numerosi lavori di ristrutturazione
La ristrutturazione degli immobili voluta da Camillo Bissari, portò anche alla costruzione della loggia belvedere tra il 1681 e 1768, anni di due mappe in cui è testimoniata la presenza di tale edificio solo nella più recente.
All'epoca ottocentesca risalgono diversi restauri agli affreschi della loggia: nel 1821 ne venne ordinata una risistemazione da Enrico Bissari, mentre verso la fine del secolo furono ritoccati dal decoratore padovano Robusti.
Tra i numerosi lavori alla metà dell'Ottocento sono da ricordare la ristrutturazione del cancello principale ad opera di Girolamo Enrico Sforza e il laghetto della villa ad opera di Girolamo Enrico Sforza, ma più probabilmente del nipote Cesare Biego. Ai lavori del 1877 di Biego, infatti, si attribuisce la costruzione del corpo a destra della facciata principale e il laghetto.
La signora Elisa Conte Dalle Ore la restaurerà ulteriormente nel 1901 apportando modifiche allo scalone d'onore, alla scuderia e alla fattoria.

### La necessità di una casa per esercizi spirituali e l'acquisto
Il 7 settembre 1943 il vescovo di Vicenza Carlo Zinato dichiara di voler istituire una casa per esercizi spirituali sotto l'egida della Chiesa vicentina. Tale volontà era rivolta soprattutto a trovare una proprietà che avesse vicinanze con il capoluogo berico dal momento che le due ville bassanesi San Giuseppe (dei gesuiti) e Morosini Angaran erano già adibite alle spiritualità ma distanti da Vicenza.
Nel 1956 l'antica villa dei Conti Bissari è messa in vendita alla somma di 26 milioni di lire.
Nel 1960 il vescovo Zinato aveva posto la sua attenzione su un terreno a monte Berico e sulla villa di Costabissara caldamente consigliata da don Domenico Passuello, già assistente diocesano della Giac.
Durante una visita alle due proprietà avvenuta il 25 luglio 1960, la metratura del terreno berico risulta essere inadeguata per i piani del vescovo e quindi si decide per comprare il terreno bissarese.
Il 23 dicembre 1960 nello studio del notaio Carlo Misomalo viene stipulato l'atto che prevede una cifra di 35 milioni di lire.
Il 1º gennaio 1961 la villa diviene proprietà della diocesi.

### I lavori della diocesi
Dopo l'acquisto si pensa ai lavori di ristrutturazione. Il progetto viene affidato all'ingegnere Paolo Zaupa, mentre i lavori alla Ditta di Luigi De Facci.
Tra il 1961 e i primi mesi del 1962 viene risistemato il parco grazie al lavoro di 215 gruppi di volontari.
Il 10 giugno 1962 viene dato il via ufficiale, anche se comincia solo il 20 giugno il primo lotto di lavori che vede la ristrutturazione del corpo d'ingresso (a nord), risalente al 1750, che comprende lo scalone nobile e il "salone d'onore" che sorge sopra la vecchia lavanderia che viene trasformata nella sala San Carlo Borromeo con l'affresco dipinto da Modolo. A destra di tale sala viene anche ricavata una cappella, chiamata cripta, scavata con la dinamite nella roccia: viene mantenuto un masso che formerà l'altare e il vecchio secchiaio di pietra della cucina che diventerà la mensa sacra.

Nello stesso anno viene recuperato e restaurato il loggione settecentesco sul fianco destro.
Un secondo lotto di lavori riguarda la chiesa, insieme alla costruzione del corpo sud in simmetria con l'ala nord e alla ristrutturazione del troncone centrale che risale al 1650 la cui facciata viene rinforzata e innalzata di un piano. La chiesa verrà completata con le vetrate istoriate dall'artista vicentino Bepi Modolo il 31 maggio 1973 e da un nuovo tabernacolo in occasione del decennale della villa nel 1974.
Il 10 maggio 1964 hanno luogo l'inaugurazione della villa e la consacrazione della chiesa.
Nel complesso i lavori vennero a costare 470.527.000 lire e la cubatura della villa, dagli iniziali 11.000 m3 arriva a misurarne 29.000. I lavori portarono ad un grande stravolgimento della struttura originale della quale vengono conservati solo il complesso principale e il corpo di destra.

#### Altre opere donate
Nel marzo 1964 viene inaugurato il gruppo di Lourdes, una miniatura donata da Gianfranco Tancredi che riproduce l'apparizione della Vergine a Bernadette Soubirous e che va a completare l'isolotto del laghetto insieme ad una statua di san Francesco donata il 1º maggio 1967 dallo stesso Tancredi e dall'artista Mastrotto.
Nel giugno 1964 viene inaugurato il gruppo lapideo di Fatima, donato dalla parrocchia di Trissino.
Il 9 maggio 1966 viene benedetta la statua del Sacro Cuore dello scultore vicentino Giuliani, dono dei coniugi Zonin di Gambellara.
Le statue della via crucis sono sculture dell'artista vicentino Bruno Vedovato e sono state inaugurate il 4 maggio 1967.

## La villa oggi

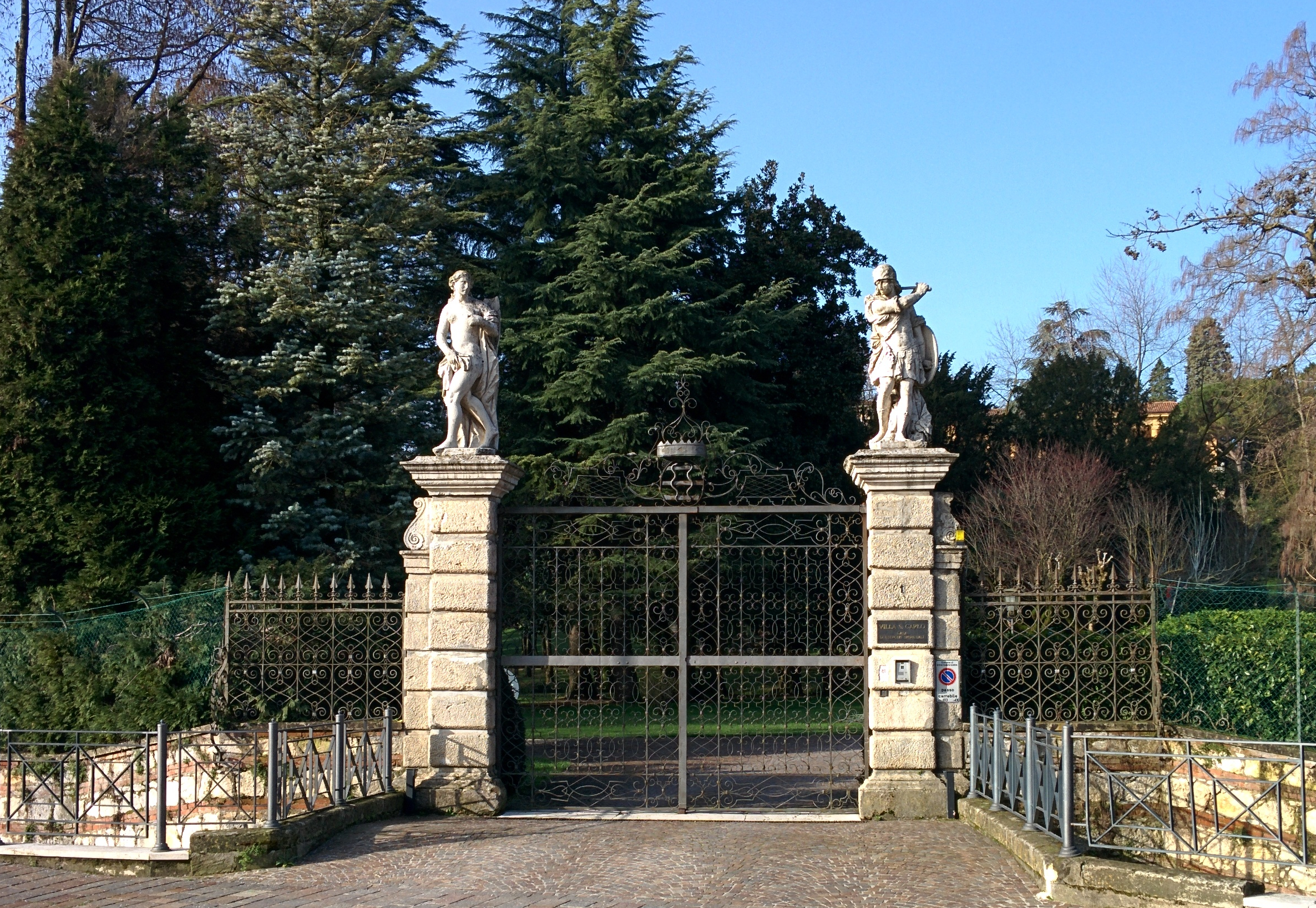
Il cancello principale

La villa ad oggi si presenta formata da un complesso principale con un'ala nord risalente al 1750 e un'ala sud e una chiesa costruite nei lavori del 1962. Ad est di tale edificio si erge la loggia settecentesca formata da un colonnato dorico. Tutto intorno si sviluppa il parco che al suo interno comprende una serie di piccole costruzioni di abbellimento e una vecchia fattoria che ospita due appartamenti e delle rimesse.
Tutta la proprietà è circondata da una cinta muraria lunga 1.300 m interrotta dal cancello principale, che da su via San Carlo (45.584696°N 11.485425°E) costruito nel 1733 e restaurato nel 1850, e diversi altri ingressi che si aprono su via Sant'Antonio, l'antica strada in collina su cui si affacciano anche la chiesa di San Giovanni Battista, la strada di ciottoli per la pieve di San Giorgio e il castello Sforza-Colleoni.

### Il corpo d'ingresso
L'ala nord, che costituisce il corpo d'ingresso e unica conservazione del complesso originario, ospita lo scalone d'onore e la sala d'onore, mentre la ex lavanderia è divenuta la sala San Carlo Borromeo. A destra di tale sala è stata ricavata una cappellina scavata nella roccia.
La parete è costituita da tre colonne uguali formate da tre elementi sovrapposti: un portoncino d'ingresso incorniciato da lesene a bugne rustiche intermittenti, una finestra balaustra sporgente e una terza finestra. Tali assi sono separati da due colonne di finestre che al pianterreno sono piccole e con cornici bugnate, mentre al secondo e al terzo piano presentano il frontoncino alternativamente curvilineo e triangolare (come anche la terza finestra dei tre assi).

### Il parco

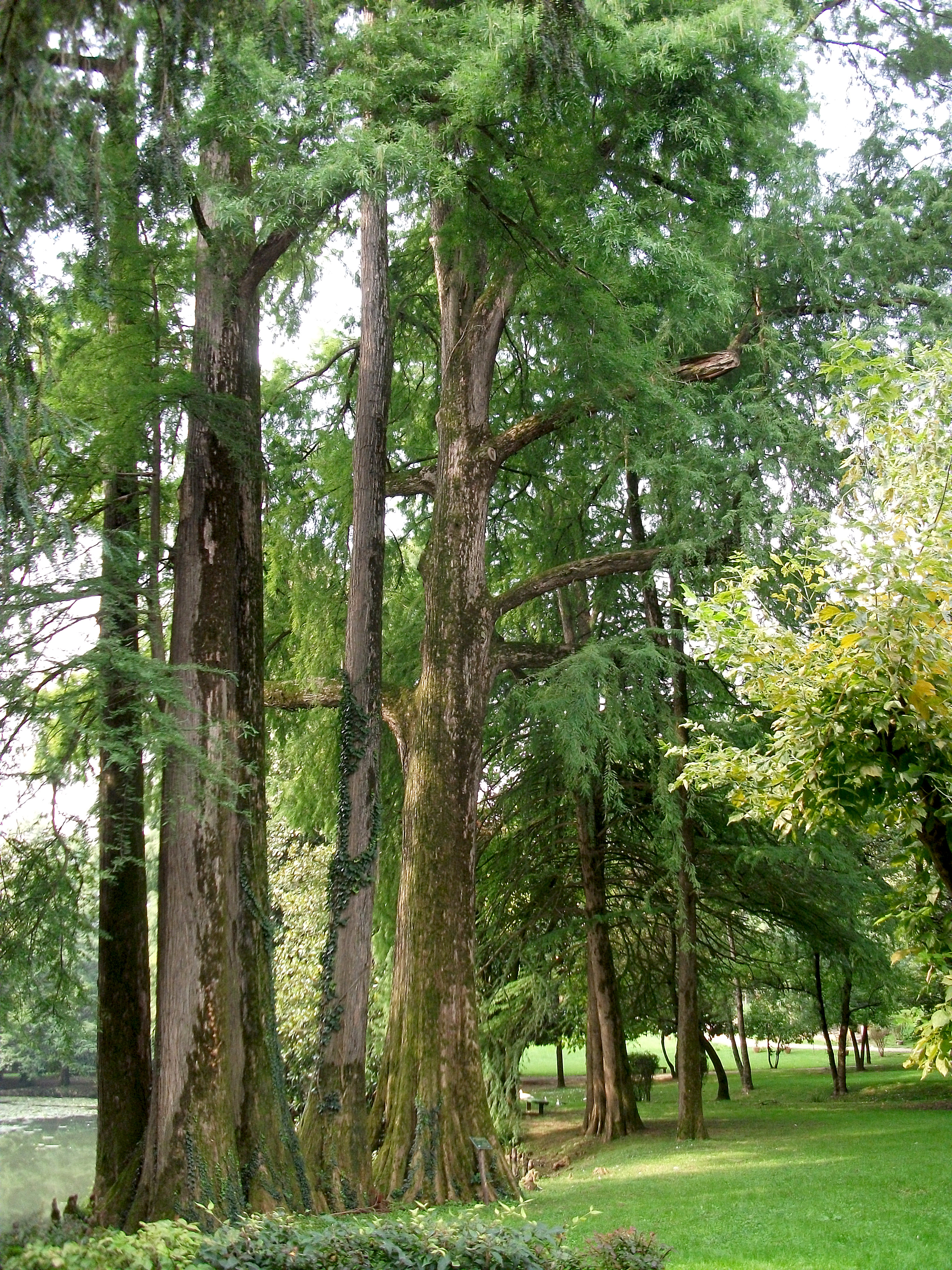
Il cedro monumentale

Il parco, che presenta una superficie complessiva di 57.960 m2 di cui 3.400 solo di laghetto, è un vero e proprio orto botanico che presentava (fino al 1989) 2050 piante di 271 specie diverse: su ogni pianta è posta una targhetta con riportato il nome italiano, il nome scientifico in latino, il paese d'origine e la data di introduzione in Europa o Italia.
Tra le piante fa da maestro il cedro del Libano di più di 450 anni. Sono inoltre presenti alcuni platani, due sofore e alcuni tassi, tutti tricentenari, alcune magnolie di circa 250 anni e, sulle sponde del laghetto, una ventina di cipressi calvi.
Presenta esempi di giardino formale nella parte alta e perlopiù pianeggiante e di giardino all'inglese che rappresenta la parte a tutt'oggi di maggiore estensione. Per rispettare quest'ultimo stile sono stati introdotti edifici, tempietti, grotte, casette, un piccolo rifugio, piramidi egizie e pagode cinesi.
Il parco, presente sin dal tempo dei Bissari, viene raffigurato in una mappa del 1669 con una struttura praticamente identica a quella attuale, ma con una strada pubblica passante nel mezzo che, per volere di Giacomo Bissaro, venne spostata. Il laghetto, invece, è il risultato dello smaltimento di una peschiera nella metà dell'Ottocento ad opera di Cesare Biego.
Subì una grande risistemazione ad opera di volontari tra il 1961 e i primi mesi del 1962.
Nel corso del tempo ha subito numerosi danni a causa di eventi naturali: una grandinata il 31 maggio 1915, un nubifragio nel 1948 e la pesante nevicata del 1985 che portò alla rovina di almeno 300 piante.

### La loggia belvedere
(Iscrizione scolpita nella fascia superiore del fronte della loggia della villa ora intonacata o asportata)
La loggia belvedere si presenta come un edificio rettangolare poggiante su un basamento con due scale simmetriche e formata da un colonnato di ordine dorico aperto in nove intercolumni ad est e in tre a sud e da pareti nei lati nord e ovest. Le facciate sono rivolte verso i quattro punti cardinali, con il fronte verso l'entrata principale della villa, cioè verso est. Le pareti sono affrescate con due opere eseguite, dato il soggetto, intorno alla seconda metà del Settecento e più volte restaurate e ritoccate (nel 1821 per ordine di Enrico Bissaro e a fine Ottocento dal decoratore padovano Robusti). Gli affreschi presentano prospettive architettoniche e paesaggistiche «in una strana contaminazione di motivi neogotici, classici, arcadici».
La loggia è stata costruita verso la fine del Seicento e gli inizi del Settecento da Ottone Calderari o un suo adepto su commissione del nobile Camillo Bissari e poi restaurata nel 1821 dal pronipote Enrico (cavaliere e commendatore dell'ordine di Gerusalemme nel 1821). Tale loggia non appare in una mappa del 1681 rappresentante le proprietà di detto Camillo Bissari, ma è presente invece nella mappa datata 20 marzo 1768. È stata successivamente restaurata nel 1962, durante i lavori voluti dalla diocesi.

## Eventi
Oltre agli eventi spirituali per cui la villa è adibita, il grande parco ospita ogni ultima domenica di agosto la Fiera degli uccelli ed esposizione canina.